# Піддирка підошви

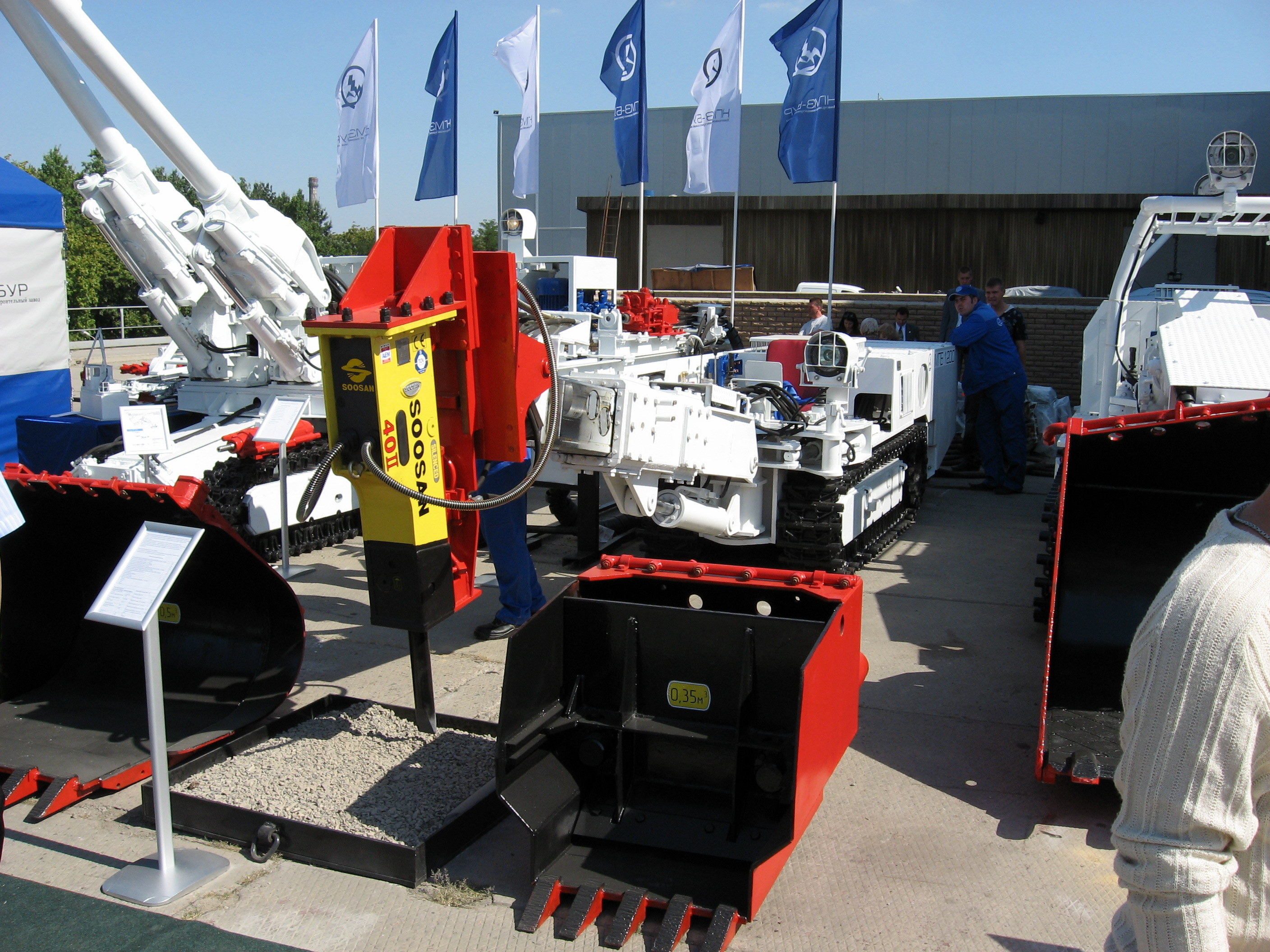
Навісне обладнання Підошвопіддиральна машина: гідравлічний відбійний молоток та ківш

Піддирка підошви, піддирання підошви (рос. поддирка почвы, англ. dinting, нім. Nachreissen n des Liegenden (der Sohle), Sohlennachnahme f) – вид ремонту гірничих виробок, що полягає у знятті поверхневого шару ґрунту, що піднявся в результаті здимання гірських порід.